# Acelera Aê (Noite do Bem)
"Acelera Aê (Noite do Bem)" é o primeiro single extraído do álbum ao vivo em Nova Iorque, lançado pela cantora baiana Ivete Sangalo. Em 20 de agosto de 2010, uma versão de estúdio foi disponibilizada e, em 7 de outubro, a versão ao vivo - gravada no Madison Square Garden -, foi lançada nas rádios e como download digital no Brasil, Bélgica e Portugal.
Composta por Gigi, Magno Sant'Anna, Fabinho O'Brian e Dan Kambaiah, apresente forte influência da música eletrônica e, foi rotulado por alguns críticos como "axé-rock". Ivete Sangalo apresentou a canção logo após a transmissão da final da copa do mundo de 2010, no "Central da Copa", onde também falou sobre a gravação de seu álbum em Nova Iorque. Apesar da versão de estúdio estar disponível desde agosto, a canção só pontuou nas paradas após o lançamento da versão ao vivo.
Seu videoclipe foi lançado na TVZ, da Multishow, em 30 de outubro de 2010, e a canção estreou na Brasil Hot 100 Airplay ocupando a 68ª posição, no entanto, no mês seguinte ela saltou para a 11ª colocação no ranking. Além disso, o single pontua na mesma posição da Hot 100 na Hot Popular Songs, segundo lugar em Salvador, sétimo lugar no Rio de Janeiro e oitavo em Recife.

## Antecedentes
Em 11 de julho de 2010, Ivete Sangalo interpretou a canção ao vivo, logo após a transmissão da final da copa do mundo, no "Central da Copa". Posteriormente, em 20 de julho, a canção foi apresentada ao público pela cantora, que informou que a mesma fazia parte do repertório do show realizado no Madison Square Garden, em Nova Iorque, em 4 de setembro de 2010. Em 28 de agosto de 2010, uma versão de estúdio vazou na internet e, foi enviada por fãs para o site de vídeos YouTube, mas, a canção foi bloqueada a pedido da gravadora Universal Music Group.

## Composição e recepção da crítica
"Acelera Aê (Noite do Bem)" foi composta por Gigi, Magno Sant'Anna, Fabinho O'Brian e Dan Kambaiah. A canção possui influência da música eletrônica e, segundo o site Vírgula, "está mais para axé-rock". Ainda segundo o site, os compositores receberam influência do álbum Canibália, de Daniela Mercury, que apresenta canções de axé e samba-reggae, além de MPB, sob o fundo de uma batida eletrônica. O Vírgula ainda fala de uma influência da canção "Rebolation" de Parangolé.

## Desempenho nas paradas
Apesar da versão de estúdio ter sido lançada em 20 de agosto de 2010, como download digital, apenas após o lançamento da versão ao vivo, em 7 de outubro de 2010, também lançada nas rádios, que a canção estreou nas paradas brasileiras, ocupando a 68ª posição na Brasil Hot 100 Airplay, 37ª na Hot Popular Songs, e ainda atingiu a oitava posição na Salvador Hot Songs. No mês seguinte, em Novembro, a canção saltou 66 posições, atingindo a 1ª na Brasil Hot 100 Airplay e na Hot Popular Songs. A canção ainda atingiu a segunda posição na Salvador Hot Songs, a 8ª em Recife e 7ª na Rio de Janeiro Hot Songs. Já em fevereiro de 2011, a canção caiu vinte e uma posições, ocupando a 31ª colocação na Hot 100 Airplay, e a 22ª na Hot Popular Songs.

## Videoclipe
O videoclipe da canção foi gravado em 4 de Setembro de 2010, no Madison Square Garden, em Nova Iorque, sob a direção de Nick Wickman. Usando o figurino criado pelos estilistas da Basso & Brooke, denominado "Tribal termocrômico", que integra elementos africanos e primitivistas e contém estampas digitais, simularão a mudança de cor relacionada ao calor do corpo, a canção foi a segunda a ser interpretada na noite. O vídeo, foi lançado no TVZ, da Multishow, em 30 de Outubro de 2010.

### Sinopse

Capturas de ecrã do videoclipe.

O videoclipe começa com Ivete Sangalo tirando um cocar, com a ajuda dos dançarinos que estão vestidos com roupas pretas que contém desenhos brancos por todo o corpo. Em seguida, Sangalo desce as escadas e inicia a canção após  dançar a coreografia ao lado dos dançarinos. Indo de um lado para outro do palco, enquanto os dançarinos executam a coreografia, Sangalo chama o público para cantar, executando o refrão. Até o segundo refrão, Sangalo se apresenta no palco principal, desprezando, até então, a pista que dá acesso ao centro da arena. Parada em frente a pista, Sangalo canta o pré-refrão, executa a coreografia e, depois de cantar o quarto refrão e ir, junto aos dançarinos, de um lado para outros executando coreografias, enquanto o instrumental da canção é tocada pelos músicos que estão no palco principal, Ivete grita "Eu sou o Brasil no Mundo" e, anda pela pista que dá acesso ao centro da arena, vindo atrás dois dançarinos levando bandeiras coloridas, enquanto os demais realizam a coreografia no palco principal.
Emocionada, Sangalo agradece, executa a coreografia no centro do palco e, enquanto executa o refrão, "Acelera aê/Hoje é dia de Ivete", agora cantando apenas por ela e pelo público, os dançarinos, que outrora estavam no palco principal, se direcionam batendo palmas para o centro do palco, onde está Ivete, para executar, pela última vez a coreografia do refrão. No final, Sangalo aparece agradecendo ao público.

## Lista de faixas
| Estúdio |                                                 |         |  |
| N.º     | Título                                          | Duração |  |
| 1.      | "Acelera Aê (Noite do Bem)" (Versão de Estúdio) | 3:51    |  |

| Ao vivo |                                          |         |  |
| N.º     | Título                                   | Duração |  |
| 1.      | "Acelera Aê (Noite do Bem)" (Radio Edit) | 3:25    |  |

## Paradas
| Paradas (2010/11)                  | Melhor posição |
| ---------------------------------- | -------------- |
| Brasil (Billboard) Hot 100 Airplay | 10             |
| Portugal (AFP)                     | 3              |

## Prêmios e indicações
| Ano  | Premiação                             | Categoria                | Resultado |
| ---- | ------------------------------------- | ------------------------ | --------- |
| 2011 | Prêmio Multishow de Música Brasileira | Melhor canção            | Indicado  |
| 2011 | Grammy Latino                         | Melhor canção brasileira | Indicado  |

## Histórico de lançamento
| País      | Data                   | Formato          | Versão            | Gravadora             |
| --------- | ---------------------- | ---------------- | ----------------- | --------------------- |
| Brasil    | 20 de agosto de 2010   | Donwload digital | Estúdio           | Universal Music Group |
| Bélgica   | 20 de agosto de 2010   | Donwload digital | Estúdio           | Universal Music Group |
| Brasil    | 30 de outubro de 2010  | Donwload digital | Ao Vivo           | Universal Music Group |
| Bélgica   | 30 de outubro de 2010  | Donwload digital | Ao Vivo           | Universal Music Group |
| Portugal  | 20 de dezembro de 2010 | Donwload digital | Estúdio e ao vivo | Universal Music Group |
| Argentina | 1 de março de 2011     | Donwload digital | Ao vivo           | Universal Music Group |

| País   | Data                 | Versão  | Formato    |
| ------ | -------------------- | ------- | ---------- |
| Brasil | 7 de outubro de 2010 | Ao vivo | Mainstream |